# (10799) Yucatán
(10799) Yucatán ist ein im inneren Hauptgürtel gelegener Asteroid. Der Himmelskörper wurde am 26. Juli 1992 von dem belgischen Astronomen Eric Walter Elst am La-Silla-Observatorium der Europäischen Südsternwarte in Chile (IAU-Code 809) entdeckt. Eine Sichtung des Asteroiden hatte es vorher schon am 29. November 1989 unter der vorläufigen Bezeichnung 1989 WN3 am Karl-Schwarzschild-Observatorium in Tautenburg gegeben.
Der mittlere Durchmesser des Asteroiden wurde mithilfe des Wide-Field Infrared Survey Explorers (WISE) mit 8,722 (±0,081) km berechnet, die Albedo mit 0,064 (±0,011).
Mittlere Sonnenentfernung (große Halbachse), Exzentrizität und Neigung der Bahnebene von (10799) Yucatán liegen innerhalb der jeweiligen Grenzwerte, die für die Nysa-Gruppe definiert sind, einer nach (44) Nysa benannten Gruppe von Asteroiden (auch Hertha-Familie genannt, nach (135) Hertha).
(10799) Yucatàn wurde am 20. März 2000 nach der mexikanischen Halbinsel Yucatán benannt.